# Press Metal Berhad
Press Metal Aluminium Holdings Berhad (auch kurz: Press Metal) ist ein integrierter Aluminiumproduzent mit der größten Schmelzkapazität in Südostasien. Das malaysische Unternehmen ist an der Bursa Malaysia notiert und zählt zu den 30 größten Unternehmen nach Marktkapitalisierung. Press Metal ist für seinen Nachhaltigkeitsansatz bekannt und wurde 2022 in den FTSE4Good Bursa Malaysia Index aufgenommen. Die Hauptgeschäftstätigkeiten der Gruppe umfassen die Herstellung und den Handel von Primär-, Mehrwert- und Strangpressaluminiumprodukten. Sitz des Unternehmens ist Shah Alam.

## Geschichte
Koon Poh Keong gründete das Unternehmen mit seinen Brüdern, indem er eine Fabrik in Puchong, Selangor, einem Bundesstaat an der Westküste der malaiischen Halbinsel, mietete.
Am 13. Mai 1986 wurde Press Metal Berhad unter dem Namen Press Metal Aluminium Industries Sdn Bhd gegründet. Am 21. Januar 1993 wurde es in ein börsennotiertes Unternehmen umgewandelt und am 4. August 1993 im Second Board der Kuala Lumpur Stock Exchange notiert. Die Notierung des Unternehmens und die Notierung seines gesamten ausgegebenen und eingezahlten Aktienkapitals wurden am 11. August 1999 auf das Main Board der Kuala Lumpur Stock Exchange übertragen.
Das Unternehmen betreibt Schmelzanlagen in Malaysia mit einer Jahreskapazität von 1.080.000 Tonnen Primäraluminium. Die Anlage in Bintulu besteht aus drei Phasen und hat eine Gesamtkapazität von 960.000 Tonnen pro Jahr, während die andere Anlage in Mukah, Sarawak, eine Kapazität von 120.000 Tonnen pro Jahr hat.
Press Metal sicherte sich zudem eine zusätzliche Aluminiumoxidversorgung aus seinem im September 2024 unterzeichneten strategischen Joint Venture mit indonesischen Partnern. Das Joint Venture wird eine integrierte Raffinerie im Wert von 238 Milliarden RM mit einer anfänglichen Kapazität von 1 bis 1,2 Millionen Tonnen errichten.